# Cataclysme uniformata
Cataclysme uniformata is een vlinder uit de familie spanners (Geometridae). De wetenschappelijke naam is voor het eerst geldig gepubliceerd in 1862 door Bellier.
De soort komt voor in Europa.